# گیلکلو
روستای گیلکلو، مرکز دهستان لک از توابع بخش سریش‌آباد شهرستان قروه در استان کردستان ایران است.این روستا در شمال شهر قروه ودر چهارکیلومتری سمت راست میانه راه قروه به بیجار واقع شده است.

## جمعیت
این روستا در دهستان لک قرار دارد و براساس سرشماری مرکز آمار ایران در سال ۱۳۸۵، جمعیت آن ۴۴۲ نفر (۱۰۱خانوار) بوده‌است.